# Llista de monuments de Vilassar de Mar
Llista de monuments de Vilassar de Mar inclosos en l'Inventari del Patrimoni Arquitectònic Català per al municipi de Vilassar de Mar (Maresme). Inclou els inscrits en el Registre de Béns Culturals d'Interès Nacional (BCIN) amb la classificació de monuments històrics, els Béns Culturals d'Interès Local (BCIL) de caràcter immoble i la resta de béns arquitectònics integrants del patrimoni cultural català.
| Monument                                                                        | Protecció    | Estil/època                         | Localització                                          | Coordenades                                          | Codi?         | Imatge |
| ------------------------------------------------------------------------------- | ------------ | ----------------------------------- | ----------------------------------------------------- | ---------------------------------------------------- | ------------- | --- |
| Torre de Can Nadal                                                              | BCIN 1813-MH | Gòtic XVI                           | Vilassar de Mar Pl. Pau Vila                          | 41° 30′ 12″ N, 2° 23′ 40″ E / 41.503347°N,2.394497°E | RI-51-0005778 | Torre de Can Nadal (Vilassar de Mar) · Vegeu més fotos d'aquest monument · Carregueu una nova foto d'aquest monument                           |
| Can Pasqualet                                                                   |              | Modernisme XX                       | Vilassar de Mar C. Clavé, 9                           | 41° 30′ 10″ N, 2° 23′ 34″ E / 41.50291°N,2.39285°E   | IPA-9247      | Can Pasqualet (Vilassar de Mar) · Vegeu més fotos d'aquest monument · Carregueu una nova foto d'aquest monument                                |
| Can Plantada (Vilassar de Mar)                                                  |              | Noucentisme XX                      | Vilassar de Mar C. Cristòfol Colom, 152-156           | 41° 30′ 27″ N, 2° 23′ 54″ E / 41.50757°N,2.39831°E   | IPA-9305      | Can Mari Flors Parc (Vilassar de Mar) · Vegeu més fotos d'aquest monument · Carregueu una nova foto d'aquest monument                          |
| Can Sagalés, o Ca la Sila                                                       |              | Historicisme XIX Final              | Vilassar de Mar Canonge Almera, 26                    | 41° 30′ 17″ N, 2° 23′ 51″ E / 41.50473°N,2.39756°E   | IPA-9306      | Ca la Sila (Vilassar de Mar) · Vegeu més fotos d'aquest monument · Carregueu una nova foto d'aquest monument                                   |
| Carrer del Carme                                                                |              | Obra popular XIX Final              | Vilassar de Mar C. del Carme                          | 41° 30′ 08″ N, 2° 23′ 24″ E / 41.5021°N,2.39008°E    | IPA-9307      | Carrer del Carme (Vilassar de Mar) · Vegeu més fotos d'aquest monument · Carregueu una nova foto d'aquest monument                             |
| Can Verdaguer                                                                   |              | Eclecticisme XX Inici               | Vilassar de Mar C. Clavé, 14                          | 41° 30′ 10″ N, 2° 23′ 35″ E / 41.50288°N,2.39297°E   | IPA-9308      | Can Verdaguer (Vilassar de Mar) · Vegeu més fotos d'aquest monument · Carregueu una nova foto d'aquest monument                                |
| Grup de cases del carrer Colom                                                  |              | Eclecticisme XX                     | Vilassar de Mar C. de Colom, 38-50                    | 41° 30′ 19″ N, 2° 23′ 32″ E / 41.50517°N,2.39235°E   | IPA-9309      | Grup de cases del carrer Colom (Vilassar de Mar) · Vegeu més fotos d'aquest monument · Carregueu una nova foto d'aquest monument               |
| Les Monges Franciscanes                                                         |              | Eclecticisme XX Inici               | Vilassar de Mar Avinguda Montevideo, 14               | 41° 30′ 17″ N, 2° 23′ 30″ E / 41.50474°N,2.39165°E   | IPA-9310      | Les Monges Franciscanes (Vilassar de Mar) · Vegeu més fotos d'aquest monument · Carregueu una nova foto d'aquest monument                      |
| El Barato                                                                       |              | Noucentisme XX                      | Vilassar de Mar C. Lluís Jover, 22                    | 41° 30′ 29″ N, 2° 23′ 11″ E / 41.50801°N,2.3864°E    | IPA-9311      | El Barato (Vilassar de Mar) · Vegeu més fotos d'aquest monument · Carregueu una nova foto d'aquest monument                                    |
| Can Vivó                                                                        |              | Noucentisme XX                      | Vilassar de Mar Dr. Masriera, 2                       | 41° 30′ 11″ N, 2° 23′ 37″ E / 41.50317°N,2.39365°E   | IPA-9312      | Can Vivó (Vilassar de Mar) · Vegeu més fotos d'aquest monument · Carregueu una nova foto d'aquest monument                                     |
| Església de Sant Joan                                                           |              | Historicisme XVIII, XX              | Vilassar de Mar Pl. de l'Església                     | 41° 30′ 12″ N, 2° 23′ 30″ E / 41.50332°N,2.39178°E   | IPA-9313      | Església de Sant Joan (Vilassar de Mar) · Vegeu més fotos d'aquest monument · Carregueu una nova foto d'aquest monument                        |
| La Sénia del Rellotge, o Ca l'Androfeu, Museu de la Marina                      |              | Modernisme XX Inici                 | Vilassar de Mar Av. de l'Arquitecte Eduard Ferrés, 31 | 41° 30′ 27″ N, 2° 23′ 25″ E / 41.50762°N,2.39015°E   | IPA-9315      | La Sènia del Rellotge (Vilassar de Mar) · Vegeu més fotos d'aquest monument · Carregueu una nova foto d'aquest monument                        |
| Casal de Curació                                                                |              | Noucentisme XX                      | Vilassar de Mar C. Maria Vidal                        | 41° 30′ 06″ N, 2° 23′ 09″ E / 41.50155°N,2.38593°E   | IPA-9316      | Casal de Curació (Vilassar de Mar) · Vegeu més fotos d'aquest monument · Carregueu una nova foto d'aquest monument                             |
| Can Roca i Can Nyol                                                             |              | Eclecticisme XIX                    | Vilassar de Mar C. Montserrat, 3-7                    | 41° 30′ 11″ N, 2° 23′ 26″ E / 41.50294°N,2.39045°E   | IPA-9317      | Can Roca i Can Nyol (Vilassar de Mar) · Vegeu més fotos d'aquest monument · Carregueu una nova foto d'aquest monument                          |
| Cementiri de Vilassar de Mar                                                    |              | Modernisme XX Inici                 | Vilassar de Mar Avinguda Montevideo, 3                | 41° 30′ 43″ N, 2° 23′ 08″ E / 41.51206°N,2.38545°E   | IPA-9318      | Cementiri de Vilassar de Mar · Vegeu més fotos d'aquest monument · Carregueu una nova foto d'aquest monument                                   |
| Casa del Capellà, o rectoria vella                                              |              | Eclecticisme XIX                    | Vilassar de Mar C. Montserrat, 17                     | 41° 30′ 12″ N, 2° 23′ 27″ E / 41.5032°N,2.39089°E    | IPA-9319      | Casa del Capellà (Vilassar de Mar) · Vegeu més fotos d'aquest monument · Carregueu una nova foto d'aquest monument                             |
| Ca l'Harinas                                                                    |              | Eclecticisme XX Final               | Vilassar de Mar C. de Montserrat, 33                  | 41° 30′ 12″ N, 2° 23′ 29″ E / 41.5034°N,2.39137°E    | IPA-9320      | Ca l'Harinas (Vilassar de Mar) · Vegeu més fotos d'aquest monument · Carregueu una nova foto d'aquest monument                                 |
| Eixida posterior d'una casa                                                     |              | Modernisme XX                       | Vilassar de Mar C. de l'Església                      | 41° 30′ 09″ N, 2° 23′ 30″ E / 41.50241°N,2.39155°E   | IPA-9321      | Eixida posterior d'una casa (Vilassar de Mar) · Vegeu més fotos d'aquest monument · Carregueu una nova foto d'aquest monument                  |
| Caixa d'Estalvis, el Casino o el Foment                                         |              | Noucentisme XIX, XX                 | Vilassar de Mar La Plaça                              | 41° 30′ 08″ N, 2° 23′ 34″ E / 41.50233°N,2.39278°E   | IPA-9322      | Caixa d'Estalvis (Vilassar de Mar) · Vegeu més fotos d'aquest monument · Carregueu una nova foto d'aquest monument                             |
| Ca la Maria Espartera, o Can Brufau                                             |              | Gòtic XV                            | Vilassar de Mar Camí Ral, 16                          | 41° 30′ 10″ N, 2° 23′ 38″ E / 41.50277°N,2.39382°E   | IPA-9323      | Ca la Maria Espartera (Vilassar de Mar) · Vegeu més fotos d'aquest monument · Carregueu una nova foto d'aquest monument                        |
| Can Pau Godori                                                                  |              | Modernisme XX                       | Vilassar de Mar Camí Ral, 17                          | 41° 30′ 10″ N, 2° 23′ 38″ E / 41.50279°N,2.39389°E   | IPA-9324      | Can Pau Godori (Vilassar de Mar) · Vegeu més fotos d'aquest monument · Carregueu una nova foto d'aquest monument                               |
| Gliptoteca Monjo                                                                |              | Obra popular XVIII                  | Vilassar de Mar Camí Ral, 30                          | 41° 30′ 11″ N, 2° 23′ 41″ E / 41.50308°N,2.39461°E   | IPA-9325      | Gliptoteca Monjo (Vilassar de Mar) · Vegeu més fotos d'aquest monument · Carregueu una nova foto d'aquest monument                             |
| Can Timbales, Navarro                                                           |              | Eclecticisme XX Inici               | Vilassar de Mar Carrer Camí Ral, 44                   | 41° 30′ 14″ N, 2° 23′ 45″ E / 41.50377°N,2.39583°E   | IPA-9326      | Can Timbales (Vilassar de Mar) · Vegeu més fotos d'aquest monument · Carregueu una nova foto d'aquest monument                                 |
| Can Lari                                                                        |              | XX Inici                            | Vilassar de Mar C. de Santa Rosa, 31                  | 41° 30′ 15″ N, 2° 23′ 25″ E / 41.5043°N,2.3904°E     | IPA-9327      | Can Lari (Vilassar de Mar) · Vegeu més fotos d'aquest monument · Carregueu una nova foto d'aquest monument                                     |
| Habitatge al carrer Sant Francesc, 15                                           |              | Eclecticisme XIX                    | Vilassar de Mar C. Sant Francesc, 15                  | 41° 30′ 15″ N, 2° 23′ 42″ E / 41.50404°N,2.39509°E   | IPA-9328      | Habitatge al carrer Sant Francesc, 15 (Vilassar de Mar) · Vegeu més fotos d'aquest monument · Carregueu una nova foto d'aquest monument        |
| Cases del carrer Sant Francesc                                                  |              | Obra popular XVIII                  | Vilassar de Mar C. Sant Francesc, 26-28               | 41° 30′ 15″ N, 2° 23′ 44″ E / 41.50407°N,2.39544°E   | IPA-9329      | Cases del carrer Sant Francesc (Vilassar de Mar) · Vegeu més fotos d'aquest monument · Carregueu una nova foto d'aquest monument               |
| Can Palangre, Casa Palangra                                                     |              | Obra popular XVII                   | Vilassar de Mar C. Sant Francesc, 33                  | 41° 30′ 15″ N, 2° 23′ 44″ E / 41.50429°N,2.39546°E   | IPA-9330      | Can Palangre (Vilassar de Mar) · Vegeu més fotos d'aquest monument · Carregueu una nova foto d'aquest monument                                 |
| Can Santiña, Santinà                                                            |              | Eclecticisme XIX Final              | Vilassar de Mar C. Sant Jaume, 22                     | 41° 30′ 02″ N, 2° 23′ 22″ E / 41.50062°N,2.38935°E   | IPA-9331      | Can Santiña (Vilassar de Mar) · Vegeu més fotos d'aquest monument · Carregueu una nova foto d'aquest monument                                  |
| Can Vicentó                                                                     |              | Eclecticisme XIX Final              | Vilassar de Mar C. Montserrat, 45                     | 41° 30′ 13″ N, 2° 23′ 30″ E / 41.50365°N,2.39176°E   | IPA-9332      | Can Vicentó (Vilassar de Mar) · Vegeu més fotos d'aquest monument · Carregueu una nova foto d'aquest monument                                  |
| Parvulari municipal de Vilassar de Mar, o el Cumu de Nois, Centre de la Falange |              | Obra popular XIX Final              | Vilassar de Mar C. Sant Joan, 32                      | 41° 30′ 11″ N, 2° 23′ 32″ E / 41.50309°N,2.3923°E    | IPA-9333      | Parvulari municipal (Vilassar de Mar) · Vegeu més fotos d'aquest monument · Carregueu una nova foto d'aquest monument                          |
| Can Reixac                                                                      |              | Obra popular XX Inici               | Vilassar de Mar C. Sant Joan, 40                      | 41° 30′ 11″ N, 2° 23′ 32″ E / 41.50319°N,2.39221°E   | IPA-9334      | Can Reixac (Vilassar de Mar) · Vegeu més fotos d'aquest monument · Carregueu una nova foto d'aquest monument                                   |
| Ca n'Amat                                                                       |              | Historicisme XX                     | Vilassar de Mar C. Sant Joan, 52                      | 41° 30′ 12″ N, 2° 23′ 31″ E / 41.50345°N,2.39201°E   | IPA-9335      | Ca n'Amat (Vilassar de Mar) · Vegeu més fotos d'aquest monument · Carregueu una nova foto d'aquest monument                                    |
| Can Duran                                                                       |              | Eclecticisme XX                     | Vilassar de Mar C. Sant Josep, 15-17                  | 41° 30′ 14″ N, 2° 23′ 32″ E / 41.50387°N,2.39232°E   | IPA-9336      | Can Duran (Vilassar de Mar) · Vegeu més fotos d'aquest monument · Carregueu una nova foto d'aquest monument                                    |
| Can Nyol                                                                        |              | Obra popular, modernisme XIX, XX    | Vilassar de Mar C. Sant Josep, 27                     | 41° 30′ 14″ N, 2° 23′ 33″ E / 41.50402°N,2.39261°E   | IPA-9338      | Can Nyol (Vilassar de Mar) · Vegeu més fotos d'aquest monument · Carregueu una nova foto d'aquest monument                                     |
| Cases del carrer Sant Pau                                                       |              | Eclecticisme, noucentisme XIX Final | Vilassar de Mar C. Sant Pau                           | 41° 30′ 07″ N, 2° 23′ 31″ E / 41.50186°N,2.39202°E   | IPA-9339      | Cases del carrer de Sant Pau (Vilassar de Mar) · Vegeu més fotos d'aquest monument · Carregueu una nova foto d'aquest monument                 |
| Can Jover                                                                       |              | Modernisme XX                       | Vilassar de Mar C. Sant Pau, 2                        | 41° 30′ 08″ N, 2° 23′ 33″ E / 41.50214°N,2.39239°E   | IPA-9340      | Can Jover (Vilassar de Mar) · Vegeu més fotos d'aquest monument · Carregueu una nova foto d'aquest monument                                    |
| Casa al carrer Sant Pau, 7, Can Matamala                                        |              | Modernisme XX                       | Vilassar de Mar C. Sant Pau, 7                        | 41° 30′ 07″ N, 2° 23′ 32″ E / 41.50201°N,2.39211°E   | IPA-9341      | Casa al carrer Sant Pau, 7 (Vilassar de Mar) · Vegeu més fotos d'aquest monument · Carregueu una nova foto d'aquest monument                   |
| Casa al carrer Sant Pau, 17                                                     |              | Modernisme XX                       | Vilassar de Mar C. Sant Pau, 17                       | 41° 30′ 06″ N, 2° 23′ 29″ E / 41.50172°N,2.39148°E   | IPA-9342      | Casa al carrer Sant Pau, 17 (Vilassar de Mar) · Vegeu més fotos d'aquest monument · Carregueu una nova foto d'aquest monument                  |
| Can Bassa                                                                       |              | Historicisme XIX Final              | Vilassar de Mar C. Sant Pau, 3-4                      | 41° 30′ 08″ N, 2° 23′ 32″ E / 41.50211°N,2.3923°E    | IPA-9343      | Can Bassa (Vilassar de Mar) · Vegeu més fotos d'aquest monument · Carregueu una nova foto d'aquest monument                                    |
| Cal Sobrestant, o Can Sánchez                                                   |              | Eclecticisme XIX Final              | Vilassar de Mar C. Sant Pau, 22                       | 41° 30′ 05″ N, 2° 23′ 28″ E / 41.50148°N,2.39123°E   | IPA-9344      | Cal Sobrestant (Vilassar de Mar) · Vegeu més fotos d'aquest monument · Carregueu una nova foto d'aquest monument                               |
| Carrer de Sant Roc                                                              |              | Obra popular XIX Final              | Vilassar de Mar C. Sant Roc                           | 41° 30′ 09″ N, 2° 23′ 30″ E / 41.50252°N,2.39158°E   | IPA-9345      | Carrer de Sant Roc (Vilassar de Mar) · Vegeu més fotos d'aquest monument · Carregueu una nova foto d'aquest monument                           |
| Can Cabot                                                                       |              | Historicisme XX                     | Vilassar de Mar Av. Eduard Ferrés, 1                  | 41° 30′ 26″ N, 2° 23′ 21″ E / 41.50735°N,2.38917°E   | IPA-9346      | Can Cabot (Vilassar de Mar) · Vegeu més fotos d'aquest monument · Carregueu una nova foto d'aquest monument                                    |
| Casa al carrer de Sant Roc, 19                                                  |              | Eclecticisme XX                     | Vilassar de Mar C. Sant Roc, 19                       | 41° 30′ 09″ N, 2° 23′ 28″ E / 41.50242°N,2.39122°E   | IPA-9347      | Casa al carrer Sant Roc, 19 (Vilassar de Mar) · Vegeu més fotos d'aquest monument · Carregueu una nova foto d'aquest monument                  |
| Casa al carrer de Sant Roc, 25                                                  |              | Eclecticisme XIX                    | Vilassar de Mar C. Sant Roc, 25                       | 41° 30′ 09″ N, 2° 23′ 29″ E / 41.5025°N,2.39139°E    | IPA-9348      | Casa al carrer Sant Roc, 25 (Vilassar de Mar) · Vegeu més fotos d'aquest monument · Carregueu una nova foto d'aquest monument                  |
| Casa al carrer de Sant Roc, 33                                                  |              | Eclecticisme XX Inici               | Vilassar de Mar C. Sant Roc, 33                       | 41° 30′ 09″ N, 2° 23′ 30″ E / 41.50261°N,2.39161°E   | IPA-9349      | Casa al carrer Sant Roc, 33 (Vilassar de Mar) · Vegeu més fotos d'aquest monument · Carregueu una nova foto d'aquest monument                  |
| Casa al carrer de Sant Roc, 35                                                  |              | Eclecticisme XIX                    | Vilassar de Mar C. Sant Roc, 35                       | 41° 30′ 09″ N, 2° 23′ 30″ E / 41.50263°N,2.39167°E   | IPA-9350      | Casa al carrer Sant Roc, 35 (Vilassar de Mar) · Vegeu més fotos d'aquest monument · Carregueu una nova foto d'aquest monument                  |
| Can Sagalés                                                                     |              | Eclecticisme XX Inici               | Vilassar de Mar C. Sant Roc, 37-39                    | 41° 30′ 10″ N, 2° 23′ 30″ E / 41.50267°N,2.39175°E   | IPA-9351      | Can Sagalés (Vilassar de Mar) · Vegeu més fotos d'aquest monument · Carregueu una nova foto d'aquest monument                                  |
| Casa al carrer de Sant Roc, 49                                                  |              | Eclecticisme XIX Final              | Vilassar de Mar C. Sant Roc, 49                       | 41° 30′ 10″ N, 2° 23′ 31″ E / 41.50281°N,2.39206°E   | IPA-9352      | Casa al carrer de Sant Roc, 49 (Vilassar de Mar) · Vegeu més fotos d'aquest monument · Carregueu una nova foto d'aquest monument               |
| Can Bisa                                                                        |              | Neoclassicisme XIX                  | Vilassar de Mar C/ Rector Bartrina, 3-7               | 41° 30′ 10″ N, 2° 23′ 26″ E / 41.50272°N,2.39066°E   | IPA-9353      | Ca l'Americano (Vilassar de Mar) · Vegeu més fotos d'aquest monument · Carregueu una nova foto d'aquest monument                               |
| Escola Nàutica de Vilassar                                                      |              | Neoclassicisme XIX                  | Vilassar de Mar C/ Santa Eulàlia, 38-44               | 41° 30′ 15″ N, 2° 23′ 12″ E / 41.50411°N,2.38669°E   | IPA-9354      | Quarter de la Guàrdia Civil (Vilassar de Mar) · Vegeu més fotos d'aquest monument · Carregueu una nova foto d'aquest monument                  |
| Can Viladomiu                                                                   |              | Noucentisme XX                      | Vilassar de Mar C. Sant Pau, 9-10                     | 41° 30′ 07″ N, 2° 23′ 31″ E / 41.50195°N,2.39195°E   | IPA-9355      | Can Viladomiu (Vilassar de Mar) · Vegeu més fotos d'aquest monument · Carregueu una nova foto d'aquest monument                                |
| Torre del telègraf òptic de Vilassar, Font de la Farinera                       |              | XIX                                 | Vilassar de Mar C. del Doctor Masriera, 16            | 41° 30′ 12″ N, 2° 23′ 39″ E / 41.503450°N,2.394050°E | IPA-35868     | Torre del telègraf òptic (Vilassar de Mar) · Vegeu més fotos d'aquest monument · Carregueu una nova foto d'aquest monument                     |
| Escola Vaixell Burriach i Institut Vilatzara                                    |              | Darreres tendències XX              | Vilassar de Mar Av. Arquitecte Eduard Ferrés, 81      | 41° 30′ 32″ N, 2° 23′ 33″ E / 41.508883°N,2.392417°E | IPA-46314     | Escola Vaixell Burriach i Institut Vilatzara (Vilassar de Mar) · Vegeu més fotos d'aquest monument · Carregueu una nova foto d'aquest monument |
| Casetes de l'espigó de Garbí                                                    | BCIL 2019    | XX                                  | Vilassar de Mar                                       | 41° 29′ 58″ N, 2° 23′ 21″ E / 41.499579°N,2.389230°E | IPA-46772     | Casetes de l'espigó de Garbí (Vilassar de Mar) · Vegeu més fotos d'aquest monument · Carregueu una nova foto d'aquest monument                 |